# Louis-Joseph-Marie-Ange Vigne
Ange Vigne, né à Grignan (Drôme) le 15 décembre 1826 et mort le 9 novembre 1895, est un évêque catholique français, successivement évêque d'Oran de 1876 à 1880, évêque de Digne de 1880 à 1885 puis archevêque d'Avignon de 1885 à 1895.

## Biographie

### Prêtre
Ange Vigne est né au sein d'une famille qui comptait huit enfants. Il est le fils d'un receveur de l'enregistrement de Grignan dans la Drôme mort prématurément.
Il reçoit ses premières notions de latin du curé de Saint-Marcel près de Valence puis intègre le petit séminaire Notre-Dame.
Il est ordonné prêtre le 25 mai 1850 et débute comme professeur à la Maîtrise puis au petit séminaire Notre-Dame où il enseigne la rhétorique. Sa santé étant précaire, il est nommé aumônier des Dames de la Nativité de Valence d'où il collabore à puis dirige l'Ami des Familles, journal destiné aux catholiques de la Drôme.
À l'arrivée de Gueullette sur le siège épiscopal de Valence, celui-ci le choisit comme secrétaire particulier puis comme vicaire-général.

### Évêque
Nommé évêque d'Oran le 3 avril 1876, il est consacré par Charles-Pierre-François Cotton le 27 mai 1876 en la cathédrale Saint-Apollinaire de Valence.
À Oran, il multiplie les écoles des religieuses Trinitaires et des Frères des écoles chrétiennes.
Il est le premier évêque à intégrer le palais épiscopal d'Oran, initialement destiné à la maîtrise de la cathédrale.
Le 27 février 1880, il est nommé à l'évêché de Digne puis à archevêché d'Avignon le 27 mars 1885. Il y meurt le 9 novembre 1895.